# 莫夏納
50°11′4″N 23°45′45″E / 50.18444°N 23.76250°E
莫夏納（烏克蘭語：Мощана），是烏克蘭西部的村莊，隸屬利維夫州的利維夫區。該村面積0.36平方公里，海拔高度221米，2001年人口120，人口密度每平方公里333.33人。